# Tsuneichi Miyamoto
Pour les articles homonymes, voir Miyamoto.
Tsuneichi Miyamoto (宮本 常一, Miyamoto Tsuneichi, 1907 - 1981) était l'un des premiers grands ethnographes folkloristes japonais, disciple spirituel de l'ethnologue Kunio Yanagita.

## Biographie
Né au village de Tōwa (東和町, Tōwa-chō), sur l'île de Suō-Ōshima (周防大島) dans la préfecture de Yamaguchi, il fait partie de la même génération que Shinobu Orikuchi (折口 信夫, Orikuchi Shinobu, 1887 - 1953) et a fait partie de l'équipe de chercheurs de l'Attic museum (アチック・ミューゼアム, Achikku myūzeamu, le Musée des combles) de Keizō Shibusawa (澁澤 敬三, Shibusawa Keizō, 1896 - 1963), autres grands ethnographes du folklore. Grand marcheur, il a parcouru le pays à la recherche d'informations concernant la vie rurale, les métiers et institutions traditionnels, les objets courants, etc. Il s'est aussi intéressé au commerce du sel.
L'ouvrage considéré comme son chef-d'œuvre : Wasurerareta Nihonjin (忘れられた日本人, Les Japonais oubliés), consacré aux institutions traditionnelles de quelques villages.
Son œuvre est étudiée par Alexandre Mangin de l'Université Rikkyō (立教大学, Rikkyō daigaku, à Tōkyō) qui fut le premier à lui consacrer sa thèse de doctorat (Université de Lyon),,,.